# Червоногуз темний
Червоногу́з темний (Cryptospiza jacksoni) — вид горобцеподібних птахів родини астрильдових (Estrildidae). Мешкає в регіоні Африканських Великих озер. Вид названий на честь німецького орнітолога Антона Райхенова.

## Опис
Довжина птаха становить 11-12 см, вага 14 г. У самців на лобі і обличчі є кармінова "маска", потилиця і шия темно-сірі, верхня частина тіла темно-маливово-червона, крила і хвіст чорнувато-сірі. Шия з боків, горло і решта нижньої часьини тіла темно-сіра, на нижній стороні крил є червоні плями. Райдужки темно-карі, навколо очей рожеві кільця, дзьоб чорний, лапи темно-оливково-коричневі. Самиці мають подібнек забарвлення, однак червона пляма на голові у них обмежена лобом, а кільця навколо очей сірі. Забарвлення молодих птахів подібне до забарвлення самиць, однак червоні плями на голові і боках у них відсутні, верхня частина тіла у них темно-червоно-сіра.

## Поширення і екологія
Темні червоногузи мешкають в горах Альбертінського рифту, в Демократичній Республіці Конго, Уганді, Руанді і Бурунді. Вони живуть в підліску густих вологих гірських тропічних лісів та у трав'янистих і бамбукових заростях на узліссях і галявинах. Зустрічаються парами або невеликими сімейними зграйками по 5-6 птахів, на висоті від 1500 до 3200 м над рівнем моря. Живляться насінням трав, зокрема розрив-трави і жовтозілля. Віддають перевагу незрілому насінню, а також доповнюють свій раціон ягодами, плодами, квітками і дрібними безхребетними. Як і інші червоногузи, темні червоногузи є дуже полохливими птахами, які при найменшому натяку на небезпеку ховаються в заростях. Гніздування у них триває протягом всього року. Гніздо має кулеподібну форму, робиться з сухої трави і моху, встелюється пір'ям і шерстю. В кладці 2 яйця.